# National Divorce Reform League
 (décembre 2021).
La mise en forme du texte ne suit pas les recommandations de Wikipédia : il faut le « wikifier ».
Les points d'amélioration suivants sont les cas les plus fréquents :
- Les titres sont pré-formatés par le logiciel. Ils ne sont ni en capitales, ni en gras.
- Le texte ne doit pas être écrit en capitales (les noms de famille non plus), ni en gras, ni en italique, ni en « petit »…
- Le gras n'est utilisé que pour surligner le titre de l'article dans l'introduction, une seule fois.
- L'italique est rarement utilisé : mots en langue étrangère, titres d'œuvres, noms de bateaux, etc.
- Les citations ne sont pas en italique mais en corps de texte normal. Elles sont entourées par des guillemets français : « et ».
- Les listes à puces sont à éviter, des paragraphes rédigés étant largement préférés. Les tableaux sont à réserver à la présentation de données structurées (résultats, etc.).
- Les appels de note de bas de page (petits chiffres en exposant, introduits par l'outil «  Source ») sont à placer entre la fin de phrase et le point final[comme ça].
- Les liens internes (vers d'autres articles de Wikipédia) sont à choisir avec parcimonie. Créez des liens vers des articles approfondissant le sujet. Les termes génériques sans rapport avec le sujet sont à éviter, ainsi que les répétitions de liens vers un même terme.
- Les liens externes sont à placer uniquement dans une section « Liens externes », à la fin de l'article. Ces liens sont à choisir avec parcimonie suivant les règles définies. Si un lien sert de source à l'article, son insertion dans le texte est à faire par les notes de bas de page.
- La présentation des références doit suivre les conventions bibliographiques. Il est recommandé d'utiliser les modèles {{Ouvrage}}, {{Chapitre}}, {{Article}}, {{Lien web}} et/ou {{Bibliographie}}. Le mode d'édition visuel peut mettre en forme automatiquement les références.
- Insérer une infobox (cadre d'informations à droite) n'est pas obligatoire pour parachever la mise en page.

Pour une aide détaillée, merci de consulter Aide:Wikification.
Si vous pensez que ces points ont été résolus, vous pouvez retirer ce bandeau et améliorer la mise en forme d'un autre article.
La National Divorce Reform League (NDRL) est une association américaine qui riposte contre la Première Vague féministe et prend part au mouvement anti-divorce des années 1880. La NDRL est composée d’hommes, des leaders religieux et des figures académiques. Ses objectifs sont la production de statistiques concernant le divorce, le support de lois sévères et l’uniformisation législative du divorce sur le territoire américain.

## Histoire
Créée au Connecticut le 24 janvier 1881 sous le nom de New England Divorce Reform League, celle-ci accorde ses premières années au recrutement. Plus nationale, elle devient officiellement la National Divorce Reform League le 16 février 1885. L’association est dirigée par Theodore Dwight Woolsey (en), directeur, et révérend Samuel Warren Dike (en), secrétaire. Dès 1886, grâce à son travail statistique et éducatif, elle acquiert rapidement son influence à travers des séminaires et des conventions religieuses. En janvier 1886, le clergé washingtonien s’engage à coopérer avec la NDRL pour réformer les lois sur le divorce et le mariage.
La NDLR affecte également le Département de l’Émigration et de l’Immigration des États-Unis. Elle propose plusieurs questions qui couvrent les sujets du mariage, du divorce et des naissances, particulièrement celles dites « illégitimes ».  

## Prises de position

### La restriction du divorce et l'importance du mariage
Le conservatisme moral de la NDRL méprise lourdement le divorce. En 1889, dans un article publié aux côtés du cardinal James Gibbons, l’évêque Henry C. Potter (en) et le colonel Robert G. Ingersoll, Dike étaye la doctrine principale de la Ligue. On peut y lire que « le divorce affecte la famille », que « le divorce est un problème social prédominant » et que « le système législatif du divorce est lâche et cause beaucoup de mal ». Également, le divorce est source de « méfaits par lesquels les partis sont escroqués, les enfants rendus illégitimes et l’héritage rendu incertain ». Puisque « sur le mariage repose la famille, et sur la famille repose la société, la civilisation, les intérêts les plus élevés de la religion et l’État », le mariage doit être indissoluble.

### La famille nucléaire unie
La NDRL soutient l’idée selon laquelle la famille de la civilisation chrétienne est « essentiellement composée d’un homme et d’une femme liés par le mariage et leurs enfants ». Comme leur constitution en témoigne, la famille, le mariage et le divorce sont indéniablement liés : « son objet [consiste à] promouvoir une amélioration du sentiment public et de la législation dans l'institution de la famille, en particulier en ce qui concerne les maux existants liés au mariage et au divorce ». Également, selon Samuel W. Dike, « la défense de la Maison était aussi cruciale que l’abolition de l’esclavage ».

## Objectifs

### Recueillir les statistiques sur le divorce et la famille
En 1887, l’association obtient à l’aide du Congrès américain des subventions pour étudier le divorce au pays. Sur ces entrefaites, Dike soutient que « les statistiques du mariage et du divorce trouvent leur justification dans leur rapport à la famille, puisqu'ils permettent sa formation et sa dissolution ». D’abord introduit en 1884, ce projet permettra à la NDRL de regrouper des statistiques sur le mariage, le divorce, l’impudicité et l’illégitimité aux États-Unis, mais également au Canada et en Europe. En 1889, la Ligue publie son rapport officiel, qui correspond à l’étude de ces sujets entre 1867 et 1887. L’année suivante, la NDRL est chargée d’étudier la sociologie de la structure de la famille aux États-Unis. Dans l’objectif d’informer l’opinion publique sur le mariage et le divorce par des bases de données faisant autorité, la Ligue est en mesure d’édifier de nombreux rapports statistiques pour le gouvernement américain. 

### Supporter les lois strictes concernant le divorce
À la suite de la publication de leurs rapports concernant le divorce et le mariage en 1889, la NDRL entame une campagne visant à introduire des lois restrictives sur le divorce. Leurs propositions rendent le divorce largement plus difficile alors que les membres encouragent fortement les législateurs américains à resserrer les lois qui avaient été libéralisées suivant la Guerre de Sécession. La Ligue propose un délai de six mois pour l'officialisation des documents de divorce, une interdiction de remariage de deux ans pour les demandeurs et demandeuses puis une interdiction de remariage à vie pour les défendeurs et les défenderesses. 

### Appuyer une uniformisation de la législation du divorce aux États-Unis
En 1893 et 1894, des délégués de plusieurs états mettent en place une commission sur l'uniformité du divorce. Selon le sociologue et historien Henry K. Rowe, « on croyait presque universellement que la Constitution [américaine] devrait être amendée de manière à garantir une loi fédérale sur le divorce, mais l'expérience a prouvé qu'il valait mieux que chaque État adopte une loi uniforme ». Dans leurs démarches, ils sont massivement appuyés par l’État de Virginie. Dans sa brochure Twelve Reasons for supporting the National Divorce Reform League publiée le 18 avril 1893, la Ligue mentionne que d'importantes réformes dans les lois sur le mariage et le divorce sont garanties alors que « la législation relâchée a pratiquement cessé, des mesures restrictives sont adoptées, [les taux de] divorce sont tombés en vertu de certaines de ces meilleures lois et les mariages sont plus ordonnés ». Puis, en 1895, la NDRL se réjouit d’un début d’uniformisation législative alors que, depuis leur amorce, vingt-trois états américains ont créé des commissions en ce sens.

## The National League for the Protection of the Family
En 1897, la NDLR devient la National League for the Protection of the Family. Dans son rapport de 1897, la Ligue mentionne que « le simple fait que la Famille soit l’institution fondamentale de la société est suffisant pour justifier l’existence d’une association vigoureuse dévouée à la protection et à l’amélioration de la Famille ». Si ses membres ont toujours « observé le mariage, le divorce et tout autre sujet de la vie domestique comme faisant partie [du] seul problème inclusif de la famille », la NDRL devient de nom ce qu’elle a toujours été.